# Medicine Bow, Wyoming
För andra betydelser, se Medicine Bow.
Medicine Bow är en småstad (town) i Carbon County i södra delen av delstaten Wyoming i USA. Staden hade 284 invånare vid 2010 års folkräkning.

## Geografi
Medicine Bow ligger på omkring 2 000 meters höjd vid Medicine Bow River, en biflod till North Platte River. Staden är en av de blåsigaste platserna i kontinentala USA.

## Historia
Medicine Bow grundades 1868, som en av många nya järnvägsorter efter Union Pacifics del av den Transamerikanska järnvägen, då en hållplats och en kol- och vattendepå uppfördes vid Medicine Bow River. Orten kom senare att bli en större lastplats för boskapstransporter vidare till Omaha. Advokaten och författaren Owen Wister besökte Medicine Bow i mitten av 1880-talet och använde platsen som miljö för sin roman The Virginian, en av de första romanerna om den amerikanska Västern. I början av 1900-talet drogs Lincoln Highway genom staden längs vad som idag är Route 30, och 1909 fick staden kommunalt självstyre. I början av 1970-talet drogs den nya motorvägen Interstate 80 längs en annan sträckning som går omkring fem mil längre söderut, vilket ledde till en ekonomisk och befolkningsmässig tillbakagång, och sedan 1980 har större delen av stadens dåvarande befolkning lämnat orten.  I mitten av 1970-talet började man bryta uran i trakten.

## Kommunikationer
Genom orten går U.S. Route 30 och Union Pacifics järnvägslinje i öst-västlig riktning. Järnvägen används idag huvudsakligen för tyngre godstrafik. Norrut leder Wyoming State Route 487  i riktning mot Casper.